# Buntsteken

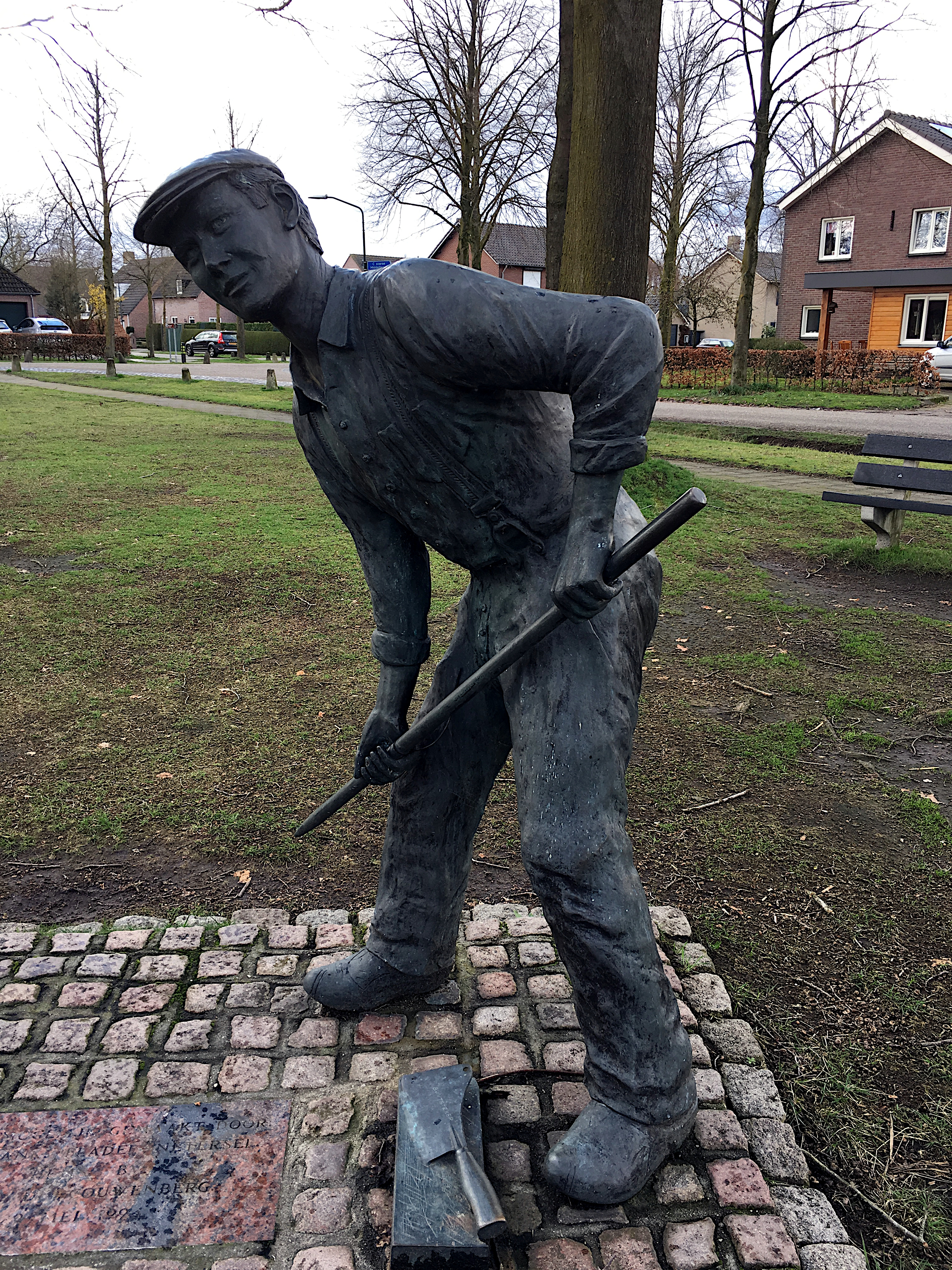
Buntsteker

Buntsteken is een activiteit die tot en met de Tweede Wereldoorlog op de heidevelden werd beoefend, waarbij pollen pijpenstrootje (plaatselijk bekend als bunt of bent(e)) uit de grond werden gewrikt. De wortels van deze grassoort, die wel 40 cm en meer lang konden zijn, werden gebruikt voor de vervaardiging van bezems en borstels.
Het steken gebeurde met ijzeren staven, waarbij een houtblok voor de hefboomwerking zorgde. Verdere gereedschappen waren een hakblok en een bijltje of hakmes om de wortels op maat te hakken.
Voor het vervaardigen van de bezem gebruikte men een rechthoekige plank waarin gaten waren geboord. Hierdoor werd het dubbelgevouwen binddraad gestoken, zodat er een lus ontstond. Daarin werd een bosje wortels gestoken en deze werd stevig door het gat getrokken zodat het muurvast in de plank kwam te zitten. Nadat alle gaten van wortels waren voorzien werd er aan de achterkant een afdekplankje op gespijkerd en werd er een bezemsteel in gestoken. Eventueel werden de wortels nog wat bijgekapt zodat een meer gelijkmatige lengte van de wortels ontstond. Daarmee was de bezem gereed.
Gedurende de Tweede Wereldoorlog hebben onderduikers, zoals geallieerde piloten, deze activiteit nog beoefend. Zo konden ze onopvallend bezig zijn. Na de bevrijding kwam er spoedig een einde aan dit ambacht, aangezien er goedkope bezems van kunststof op de markt verschenen die de oudere versie hebben vervangen.

## Trivia
- In Netersel is een bronzen beeld van een buntsteker te vinden, waarbij ook het bijbehorende karakteristieke gereedschap is uitgebeeld.
- De Neterselse Carnavalsvereniging heet De Buntstèkers
- Vaak wordt foutief gezegd dat Buntgras wordt gestoken. Weliswaar heeft dit gras ook relatief forse wortels maar het is een veel kleinere soort en ongeschikt voor de vervaardiging van bezems.